# Aleksandr Barysznikow
Aleksandr Gieorgijewicz Barysznikow (ros. Александр Георгиевич Барышников; ur. 11 listopada 1948 we wsi Czla w Kraju Chabarowsim, zm. 15 września 2024) – radziecki kulomiot.
Trzykrotnie startował w letnich igrzyskch olimpijskich, zdobywając dwa medale: brąz w Montrealu (1976) oraz srebro w Moskwie (1980). Srebrny medalista Mistrzostw Europy w Lekkoatletyce 1978. Zdobył srebrny medal na Halowych Mistrzostwach Europy w Lekkoatletyce 1983 w Budapeszcie oraz brązowy medal na Halowych Mistrzostwach Europy w Lekkoatletyce 1976 w Monachium. Trzeci zawodnik uniwersjady (1973). Stawał na podium mistrzostw Związku Radzieckiego w hali i na stadionie. Trzy razy poprawiał rekord Związku Radzieckiego. Odznaczony Orderem „Znak Honoru”. Rekord życiowy: 22,00 (10 lipca 1976, Paryż, rekord świata do 6 lipca 1978).
Mąż rekordzistki świata i medalistki olimpijskiej Nadieżdy Cziżowej.

## Osiągnięcia
| Rok  | Impreza                   | Miejsce   | Lokata            | Wynik |
| ---- | ------------------------- | --------- | ----------------- | ----- |
| 1972 | Igrzyska olimpijskie      | Monachium | el. – 22. miejsce | 18,65 |
| 1973 | Uniwersjada               | Moskwa    | 3. miejsce        | 19,01 |
| 1974 | Mistrzostwa Europy        | Rzym      | 4. miejsce        | 20,13 |
| 1975 | Halowe mistrzostwa Europy | Katowice  | 6. miejsce        | 18,80 |
| 1976 | Halowe mistrzostwa Europy | Monachium | 3. miejsce        | 20,02 |
| 1976 | Igrzyska olimpijskie      | Montreal  | 3. miejsce        | 21,00 |
| 1978 | Halowe mistrzostwa Europy | Mediolan  | 4. miejsce        | 19,95 |
| 1978 | Mistrzostwa Europy        | Praga     | 3. miejsce        | 20,68 |
| 1979 | Finał A pucharu Europy    | Turyn     | 3. miejsce        | 20,25 |
| 1980 | Igrzyska olimpijskie      | Moskwa    | 2. miejsce        | 21,08 |
| 1983 | Halowe mistrzostwa Europy | Budapeszt | 2. miejsce        | 20,44 |